# 白莎蒿
白莎蒿（学名：Artemisia blepharolepis）是菊科蒿属的植物。植株有臭味。分布在蒙古以及中国大陆的内蒙古、宁夏、陕西等地，生长于海拔920米至1,600米的地区，常生长在路旁、河岸沙滩上、草地、低海拔地区干山坡、草原、荒地、荒漠草原以及局部地区成为植物群落的优势种。在四季提供了济困牧草，同时也是牧区燃料来源，种子可供食用；种子亦可榨油食用，出油率10%左右。

## 别名
糜蒿（内蒙古植物志），白沙蒿、白里蒿（内蒙古），“苏儿目斯图-沙里尔日”（蒙语名）